# Committees of Correspondence for Democracy and Socialism
Die Committees of Correspondence for Democracy and Socialism (CCDS) sind eine amerikanische politische Gruppierung des demokratischen Sozialismus. Sie entstanden 1991 aus Teilen der Kommunistischen Partei der USA (CPUSA) die sich nicht mehr mit der neostalinistischen Politik des damaligen CPUSA-Parteivorsitzenden Gus Hall identifizieren konnten unter dem Namen Committees of Correspondence. Die bekanntesten Gründungsmitglieder waren die Bürgerrechtlerin Angela Davis und der Musiker Pete Seeger.

## Namensherkunft
Die Gruppierung entlehnt ihren Namen den Committee of correspondence, welche sich in den 1770er Jahren während der amerikanischen Revolution und darüber hinaus in den amerikanischen Kolonien bildeten und den Widerstand gegen die britische Unterdrückung organisierten. Sie änderten erst im Jahr 2000 ihren Ursprungsnamen Committees of Correspondence und erweiterten ihn um den Zusatz „for Democracy and Socialism“ (zu deutsch: für Demokratie und Sozialismus).

## Politische Ausrichtung
Eine gleichzeitige Mitgliedschaft in der Sozialistischen Partei der USA wird akzeptiert. Die CCDS verstehen sich als Zusammenschluss von Menschen „(…) who feel the brunt of oppression in the U.S.“ (deutsch: (…), welche die Hauptlast der Unterdrückung in den Vereinigten Staaten fühlen.). Als Ziel setzten sich die CCDS zu einem Katalysator für einen Wandel zu werden. Diesen Wandel versuchen sie durch ihre Zusammensetzung aus Aktivisten verschiedener Bewegungen zu bewirken.

## Publikationen
Die CCDS veröffentlichen das Diskussionsjournal Dialogue & Initiative sowie den Newsletter CCDS Mobilizer. Außerdem haben sie in ihrem eigenen Verlag das Buch Committees of Correspondence corresponder verlegt.